# Curchy
Curchy település Franciaországban, Somme megyében. Lakosainak száma 293 fő (2022. január 1.). Curchy Étalon, Fonches-Fonchette, Herly, Mesnil-Saint-Nicaise, Nesle, Hypercourt és Potte községekkel határos.

## Népesség
A település népességének változása:
| Lakosok száma | 301  | 293  | 305  | 298  | 301  | 303  | 303  | 305  | 293  |
|               | 2013 | 2015 | 2016 | 2017 | 2018 | 2019 | 2020 | 2021 | 2022 |